# فرامرز تمنا
فرامرز تمنا (متولد هرات) پژوهشگر، استاد دانشگاه، سیاستمدار و رئیس دانشگاه افغانستان در کابل است. وی تا پیش از کاندیداتوری در انتخابات ریاست جمهوری افغانستان در سال ۱۳۹۸ ریاست مرکز مطالعات استراتژیک وزارت امور خارجه افغانستان را بر عهده داشت. او دارای مدرک دکترا از دانشگاه جواهر لعل نهرو در دهلی نو در رشته مطالعات بین‌المللی است و همچنین رشتهٔ روابط بین‌الملل را در دانشگاه تهران و  دانشگاه شهید بهشتی خوانده است. تمنا قبل از ریاست مرکز مطالعات استراتژیک  به عنوان معاون سخنگوی وزارت امور خارجه افغانستان مشغول به کار بوده و در پست‌های دیپلماتیک متعددی در نمایندگی‌های دیپلماتیک افغانستان در خارج از کشور و از جمله در سازمان همکاری اقتصادی اکو یا Economic Cooperation Organisation در موسسه فرهنگی اکو مشغول به کار بوده است. او نویسنده پنج کتاب به نام‌های «سیاست خارجی افغانستان: در سپهر همکاری‌های منطقه‌ای ( تحت نظر)» ، «سیاست خارجی امریکا در افغانستان» ، «توسعه سیاسی در افغانستان» ، «معمای صلح و امنیت افغانستان» و «سیاست خارجی افغانستان: پویش‌ها، پوشش‌ها، کنش‌ها» و ده‌ها مقاله دربارهٔ سیاست خارجی، امنیت و روابط بین‌الملل است.

## تحصیلات
فرامرز دکترای خود را در رشته روابط بین‌الملل از دانشگاه جواهر لعل نهروی هند در نوامبر ۲۰۱۴ دریافت داشت. او همچنین روابط بین الملل را در دانشگاه‌های تهران و شهید بهشتی خوانده است.

## فعالیت‌های سیاسی
فرامرز تمنا در تاریخ ۲۷ دی ۱۳۹۷ با حضور در کمیسیون مستقل انتخابات افغانستان به عنوان جوان‌ترین کاندیدای انتخابات ریاست جمهوری افغانستان در سال ۱۳۹۸ ثبت نام کرد. نام تیم انتخاباتی وی «تدبیر و توسعه» بود. وی در میان هژده کاندیدا حایز مقام پنجم شد. تیم او بعد از انتخابات با تیم برنده ائتلاف نمود .

## آثار علمی

### کتاب‌ها
1. سیاست خارجی امریکا در افغانستان، تهران: پژوهشکده مطالعات راهبردی، ۱۳۸۷.[۵]
2. سیاست خارجی افغانستان در سپهر همکاری‌های منطقه‌ای (تحت نظر)، کابل: وزارت امور خارجه افغانستان، ۱۳۹۳.[۵]
3. سیاست خارجی افغانستان: پویش‌ها، پوشش‌ها، کنش‌ها، کابل: دانشگاه افغانستان/ انتشارات امیری، ۱۳۹۹. [۶]
4. توسعه سیاسی در افغانستان، کابل: دانشگاه افغانستان، ۱۴۰۰. [۶]
5. معمای صلح و امنیت افغانستان، کابل: دانشگاه افغانستان، ۱۴۰۰ [۶]

### مقالات
۱ «سیاست خارجی افغانستان به سوی دایره دوم: جهان اسلام»، در فصلنامه علمی اندیشه، کابل: تابستان ۲۰۱۶.
۲. «امنیت انسانی در افغانستان»، در فصلنامه مطالعات استراتژیک، کابل: زمستان ۲۰۱۱.
۳. «تغییر مفهومی در مفهوم تعامل در روابط بین‌الملل» در تغییرات مفهومی در روابط بین‌الملل، حمیرا مشیرزاده و نبی اله ابراهیمی، تهران: مرکز مطالعات استراتژیک، ۲۰۱۲.
۴. «نقش افغانستان در روابط ایران و پاکستان»، در روابط استراتژیک ایران و پاکستان، طیبه واعظی، تهران: مرکز مطالعات استراتژیک، ۲۰۱۲
۵. تحلیلی بر «کنفرانس بین‌المللی لندن ۲۰۱۰ در افغانستان»، در وب سایت «فردا نیوز»، ۲۳/۰۲/۲۰۱۰،
۶. «بحران غزه و آینده سیاست صلح سازمان ملل در روابط بین‌الملل»، روزنامه اطلاعات، ۳ ژانویه ۲۰۱۰.
۷. «بررسی رویدادهای جدید در افغانستان و آینده مذاکرات بین دولت افغانستان و طالبان»، ۲۰۰۹.
۸. «ارزیابی احزاب سیاسی ایران دربارهٔ مذاکرات ایران و آمریکا و آینده این موضوع»، ۲۰۰۹.
۹. «ارزیابی احزاب سیاسی ایران دربارهٔ برنامه هسته ای ایران» ۲۰۰۹.
۱۰. «توسعه مفهوم Inter-actor در روابط بین‌الملل»، کابل، روزنامه پیمان ملی، سپتامبر ۲۰۰۸. (همچنین در فصلنامه تحقیقات استراتژیک، پژوهشکده مطالعات راهبردی تهران، سال ۱۳۸۷ منتشر شده‌است)
۱۱. «سیاست‌های امنیتی افغانستان و سیاست خارجی ایران»، مرکز تحقیقات مجلس ایران، ژوئیه ۲۰۰۸.
۱۲. «بررسی عوامل مؤثر در روابط استراتژیک هند و ایران»، مرکز تحقیقات مجلس ایران، ژوئیه ۲۰۰۸.
۱۳. «افغانستان جدید و روابط افغانستان-ایران»، تهران: مؤسسه تحقیقات مطالعات استراتژیک، ۲۰۰۸.
۱۴. «سیاست کشورهای ECO برای مبارزه با بحران‌های مالی جهانی» (در انتظار نشر)
۱۵. «۸ سال حضور آمریکا و ناتو در افغانستان»، روزنامه اطلاعات، ۳ ژانویه ۲۰۰۸.
۱۶. «عدم تعادل سیستم امنیتی در جنوب آسیا و رشد تروریسم در افغانستان»، ۲۰۰۸.
۱۷. «طبیعت و ریشه‌های ظهور تروریسم»، ۲۰۰۸.
۱۸. «بررسی سیاست خارجی ایران در منطقه خلیج فارس و مصر»، ۲۰۰۸.
۱۹ «نقد و بررسی دیدگاه ایران و روسیه دربارهٔ ابتکار گازی اوپک»، ۲۰۰۸
۲۰. مفهوم امنیت در مکتب ساختارگرایی، فصلنامه تحقیقات استراتژیک، شماره ۱۳–۱۴، کابل: وزارت امور خارجه، ۲۰۰۷.
۲۱. "جرگه صلح" و ایجاد اعتماد در روابط افغانستان و پاکستان "، تهران: روزنامه اعتماد، اوت ۲۰۰۷.
۲۲. «نظریه رئالیسم در روابط بین‌الملل»، فصلنامه تحقیقات استراتژیک، کابل: وزارت امور خارجه، ۲۰۰۷.
۲۳. «استراتژی ایالات متحده در افغانستان پس از ۱۱ سپتامبر»، روزنامه اطلاعات، تهران ۲۰۰۷،
۲۴. «چالش‌های فرهنگی و درونی سازی حقوق بشر در افغانستان». ۲۵. «سیاست خارجی ایالات متحده پس از جنگ سرد»، ۲۰۰۷.
۲۶. «جهانی سازی و تأثیر آن بر نظریه سازی نظریه‌های مخالف در روابط بین‌الملل»، کابل: وزارت امور خارجه، ۲۰۰۶.
۲۷. "از گلیم "معرفت" تا اقلیم "معیشت"، فصلنامه هری، ۲۰۰۲.
مقالاتی که از انگلیسی به فارسی ترجمه شده‌اند
۱. Theo Farrell، «مطالعات امنیتی ساختاری گرایانه: پرتره یک برنامه پژوهشی»، در انجمن مطالعات بین‌المللی، انتشارات Blackwell، انگلستان، ۲۰۰۲، ص. ۴۹–۷۲
۲. دیوید هادل، «خشونت، قانون و عدالت در عصر جهانی»، در لئونارد، مارک، مجدد سفارش جهانی، لندن: مرکز سیاست خارجی، صص. ۵۶–۷۲.
۳. پل واندر، «وعده قانونمند از بازیگران غیردولتی: حساب تئوری جامعه مدنی جهانی»، در P. Wapner و L. Ruiz, eds. , Principle World Politics, Lanham: Rowman and Littlefield, pp. 261–274.

### کنفرانس‌ها و سخنرانی‌ها
- سخنگوی اصلی / سخنران در مسائل مختلف بین‌المللی / افغانستان در بسیاری از کنفرانس‌های بین‌المللی در نپال، هند، چین، آلمان، ایالات متحده آمریکا، ترکیه، روسیه، تاجیکستان، بلژیک و غیره.
- سخنرانی در: سیستم بین‌المللی جدید و الزامات آن برای سیاست خارجی، وزارت امور خارجه، کابل، افغانستان، اکتبر ۲۰۱۰.
- سخنرانی رهبر: سمینار انتخابات ریاست جمهوری سال ۲۰۰۸ در افغانستان و آینده نقش این کشور در روابط بین‌الملل، مؤسسه مطالعات غرب. تهران، ایران، ۲۰۰۹.
- سخنرانی نخستین سمینار علمی «ارزیابی اصول سیاست خارجی افغانستان»، دانشگاه هرات، افغانستان، نوامبر ۲۰۰۸.
- سخنرانی رهبر: سمینار دربارهٔ نقش ناتو در امنیت و ثبات افغانستان، مؤسسه تحقیقات اندیشی-سزان نو، تهران، ۲۰۰۸.
- مصاحبه علمی: «سیاست ایالات متحده و ناتو علیه تروریسم در افغانستان»، خبرگزاری فارس، (همچنین با خبرگزاری جوانان)، ۶ نوامبر ۲۰۰۸.
- سخنرانی رهبر: سمینار در مورد استراتژی ایالات متحده در افغانستان، مؤسسه تحقیقات مطالعات استراتژیک ۲۰۰۷.
- سخنرانی: کنفرانس بررسی امنیت و ثبات در افغانستان، دانشگاه تهران، ۱۳۸۶.
- سخنرانی: سمینار در مورد مسائل امنیتی در افغانستان، انستیتو تحقیقات انجیل، تهران، ایران، ۱۳۸۶.
- سخنرانی: کنفرانس مقایسه کنوانسیون‌های افغانستان و ایران، دانشگاه رفسنجان، ایران، ۱۳۸۴.
- مشارکت: برنامه AL ALAM TV Live در انتخابات ریاست جمهوری اول افغانستان. {آقای. حافظ منصور و ستار سیرات (دو نفر از آنتاگونیست‌ها) نیز از طریق کنفرانس ویدئویی از کابل شرکت کردند.} ۲۰۰۴.
- سخنرانی: کنفرانس گفتگوی تمدن، دانشگاه ملی، تهران، ایران، ۱۳۸۰.
- سخنرانی از طریق ویدئو کنفرانس در نشست «صلح در افغانستان، بیم‌ها و امیدها» که به همت انجمن مطالعات بین‌الملل صلح افغانستان و با همکاری شورای دانشجویان بین‌الملل پردیس فارابی دانشگاه تهران در دانشگاه پردیس فارابی در شهر قم ایران برگزار شد.[۷] ۲۰۱۸
- مصاحبه‌های مختلف با مطبوعات و رسانه‌های ملی و بین‌المللی: BBC, VOA, DARI RADIO, INN, AL ALAM, NEWS NOORI، رادیو آزادی، خبرگزاری فارس، دیپلماسی ایرانی، خبرگزاری مهر.

## عقاید و نظرات
تمنا گفته‌است تفرقه قومی و مذهبی باعث بقای بسیاری از رهبران قومی در قدرت می‌شود، مار در آستین خود ما است. چهل نفری که چهل سال است سی میلیون جمعیت ما را به گروگان گرفته‌اند باید به هر طریقی کنار گذاشته شوند. به گفته وی، برای ساختن افغانستان باید از رهبرانی که منافع شخصی و قومی خود را بر منافع ملی ترجیح می‌دهند گذار کرد.
وی در واکنش به حمله‌های انتحاری روز گذشته کابل، با انتشار یادداشتی، خطاب به رئیس‌جمهور اشرف‌غنی گفته‌است که حداقل نیمی از وقتی را که صرف مسایل قومی و زبانی و محدود کردن رقبایش صرف می‌کند به کشور «دوم» خود افغانستان اختصاص دهد.
وی دربارهٔ ایران گفته‌است بیشتر کتب علمی که در افغانستان و به زبان فارسی وجود دارد، از ایران و به قلم و ترجمه مؤلفان و پژوهشگران ایرانی آمده‌است. افغان‌ها به ایران به عنوان یک گذرگاه علمی نگاه می‌کنند. در گذشته که تعاملات بین‌المللی محدود بود، صنعت، حرفه و حتی آموزش غالباً از طریق ایران به افغانستان منتقل شده‌است. چه از طریق مهاجرین ما که به ایران آمده‌اند و چه در گذشته‌های دور، این انتقال صورت گرفته‌است.